# 최보배
최보배(崔珤湃, 2005년 11월 10일 ~ )은 대한민국의 성우이다. 2014년 엉뚱발랄 콩순이와 친구들 오디션으로 데뷔하였다.

## 주요 출연작품

### TV 애니메이션
- 엉뚱발랄 콩순이와 친구들 - 콩순이
- 꼬마의사 맥스터 핀스 - 여러 단역들

### 극장용 애니메이션
- 주토피아 - 어린 주디
- 몬스터 호텔 2 - 아기늑대 위니
- 몬스터 호텔 3 - 아기늑대 위니
- 그린치 - 신디 루
- 쿵푸팬더 3 - 여러 단역들

### 외화 더빙
- 곰돌이 푸 다시 만나 행복해 - 매들린(브론테 카마이클)
- 스타워즈: 깨어난 포스 - 어린 딸

### EBS 애니메이션 주제가
- 빠삐에 친구들 시즌 2 - 39회 전곡 엔딩송 솔로
- 풍선코끼리 발루뽀 - 주제가
- 랄랄라 빠삐에
- 바오밥섬의 파오파오
- 시간탐험대

### 핑크퐁

#### 핑크퐁 노래
- 상어 가족 - 아기상어 역 (대표작)
- 생활습관동요
  - 나들이송
  - 잘 준비송
  - 응가송
  - 변기송
  - 치카송
- 동물동요
- 펭귄 댄스
- 모양송
- 한글송
- 자장가
- 숨바꼭질
- 깨끗하게 손을 씻어요
- 체조송
- 쑥쑥 키 크기 체조
- 굿모닝 아침 체조
- 동물원에 가면
- 동글동글 동물 그리기
- 거미

#### 핑크퐁 APK
- 전화놀이
- 생일파티
- 상어가족

### 키즈캐슬
- 수박송
- 토마토짱
- 파인애플
- 브로콜리
- 아이스크림송
- 즐거운 간식
- 배꼽 인사
- 친구야 미안해 사랑해
- 귤송
- 눈꽃송이
- 무지개 채소과일
- 엄마 사랑해요
- 엄마가 좋아요